# Olivetti ET 2400
La Olivetti ET (Electronic Typing)  2400, lanciata nel 1988, è stata la prima macchina per scrivere elettronica prodotta da Olivetti con la quale era possibile cancellare il carattere appena scritto, tramite l'uso di una memoria (buffer) interna. Prima di tale innovazione ogni lettera veniva immediatamente stampata su carta impedendo di correggere gli errori prima della stampa. 

## Descrizione
La Olivetti ET 2400 utilizzava sistema di stampa a margherita e forniva una velocità massima di stampa di 20 caratteri al secondo.
Prevedeva l'uso di una cartuccia correttrice in grado di consentire di effettuare correzioni in due modalità:
- LIFT OFF cancella il carattere asportandolo dal foglio
- COVER UP cancella il carattere ricoprendolo

Inoltre prevedeva l'uso della memoria (buffer) per la correzione, in due modalità:
- Buffer di riga: per correggere automaticamente gli errori sulla riga in corso
- Buffer circolare: per correggere automaticamente gli ultimi 500 caratteri stampati.[1]

La Olivetti ET 2400 era formata da un motore centrale fornitore di energia a tutta la macchina grazie a cavi di rame a formare un centro monostabile. La macchina non era di facile riparazione ed era necessario quindi un costoso intervento professionale in caso di guasto.